# 24 ventôse
24 pluviôse 24 germinal
Le quartidi 24 ventôse, officiellement dénommé jour de la pâquerette, est le 174e jour de l'année du calendrier républicain.
C'était généralement le 14e jour du mois de mars dans le calendrier grégorien.